# Dominique Sordet
Pour les articles homonymes, voir Sordet.
Henri Marie Jacques Sordet, dit Dominique Sordet, Grane, mai 8 – Ville-d'Avray, 1889 janvier 3 (-6--5 ans), est un journaliste d'extrême droite, éditeur et critique musical français, devenu directeur d'une agence de presse anticommuniste, militant pour la Collaboration sous l'Occupation.

## Biographie

### Les débuts: le militaire
Dominique Sordet est le fils du général de cavalerie André Sordet. Il est lui aussi saint-cyrien et combat pendant la Grande Guerre, durant laquelle il est blessé deux fois. Il démissionne de l'armée après l'armistice et est radié des cadres avec le grade de capitaine d'infanterie de réserve en 1937.

### Le critique musical
Dominique Sordet publie des études sur des compositeurs et des chefs d'orchestre, et tient la chronique musicale du quotidien parisien royaliste et nationaliste L'Action française de Charles Maurras à partir d'octobre 1924,. Il collabore aussi à plusieurs journaux : dans les années 1920 à L'Écho national d'André Tardieu et à l'hebdomadaire Radio-Magazine dirigé par le colonel Michel Alerme, de 1921 à 1924, à Je suis partout, à Candide et à Ric et Rac dans les années 1930, en tant que critique musical.  
Le Prix Candide est fondé en 1931 à son instigation par l’hebdomadaire Candide pour encourager l'édition de disques. Sordet est membre de son jury aux côtés notamment de Louis Lumière, Colette, Jacques Copeau, Maurice Ravel, Francis Carco, Pierre Gaxotte, Reynaldo Hahn. Un an plus tard, il fonde sous les auspices de Radio-magazine la société Charles Cros, une société de conférences destinées à populariser les disques à l'intention du public cultivé. C’est qu’il est alors « le plus combatif apôtre de la musique enregistrée ». Selon Jean Queval, il aurait été au début de sa carrière civile chef du personnel de la firme Thomson-Houston, qui fabrique alors des phonographes. Selon son ami Lucien Rebatet, il a été « mêlé de près à la vie de plusieurs grandes maisons de l'industrie électrique, auxquelles il apporta tant d'idées ingénieuses, pour en être d'ailleurs fort médiocrement payé de retour ».

### Patron de presse et militant anticommuniste
Il se lance en politique après la victoire du Front populaire. Il dira plus tard, en 1942, s’être étonné et scandalisé de l’inefficacité de la presse de droite, « nationale », face à cette victoire, de ses divisions et de ses querelles. Se munissant de l’annuaire professionnel des journaux, il aurait pris contact avec les directeurs de journaux et serait parvenu à les convaincre de faire paraître le même jour un article établissant le bilan du Front populaire. La parution simultanée de ce bilan dans plus de 300 périodiques a lieu en octobre 1936. Ce manifeste qu'il aurait rédigé est nettement anticommuniste : 

« Rien ne peut s’arranger tant que des hommes dont les uns veulent ouvertement et tout de suite « les soviets partout », dont les autres jugent plus habile de procéder par étapes, seront installés au centre de l’État. L’expérience Blum prendra fin un jour misérablement ou tragiquement. C’est l’occasion qu’attend le parti communiste pour se livrer aux gestes désespérés, proclamer la grève générale et tenter (…) d’instituer sa dictature et son cortège inévitable d’horreurs et d’ignominies (…). »

 L’article se termine par un appel aux Français ; il les conjure d’apporter leur aide et leur adhésion à l’organisation anticommuniste de leur choix qui « renouvellera l’engagement solennel de combattre sans merci le plus perfide, le plus dangereux ennemi de la civilisation : le communisme ». Les journaux parisiens et de province ont en effet fait paraître un article intitulé « Quatre mois de Front populaire », qu'ils ont publié intégralement, tel L'Écho de Paris ou en partie, en une ou en page intérieure, sans nommer Sordet. Ce dernier a bénéficié de l'appui de Georges Riond, délégué général de la Fédération française des périodiques républicains-nationaux et du soutien de la Confédération générale du patronat français de Claude-Joseph Gignoux, proche de Riond.
Il fonde en 1937 avec le colonel Michel Alerme l'agence de presse Inter-France, qu'il dirige jusqu'en 1944. Son ami Lucien Rebatet, que Sordet a fait entrer à L'Action française et à Radio-magazine, le décrit ainsi dans Les Décombres : 

« La démocratie s’est suscitée des adversaires assez inattendus. Dans l’Action française (…), les pontifes du régime vermoulu n’eussent guère pu soupçonner qu’un de leurs ennemis les plus irréductibles serait le paisible critique musical, et que ce petit homme discret, d’une urbanité charmante (…), surgirait sur la brèche au moment précis où les vieux francs-tireurs royalistes pactiseraient avec la République libérale et jacobine, et qu’il deviendrait l’un des plus intrépides casse-cou du nationalisme révolutionnaire. Au seuil de la cinquantaine, après n’avoir vécu pendant quinze années que pour sa discothèque, les ballets et les concerts, Sordet venait de découvrir dans la politique sa vraie vocation. Il y apportait, à l’âge de la maturité pleine, la jeunesse d’idées d’un homme neuf (…). –Non, répétait-il de sa voix de tête toujours égale, on ne se bat pas avec la typhoïde au ventre. »

Le journaliste Jean Queval écrit quant à lui: 

« (C'était) un petit homme rond, porté silencieusement sur des semelles de crêpe, vêtu de beige ou de marine, toujours soigné, toujours impeccable, que des cols trop ouverts, une calvitie auréolée des restes d'une chevelure blonde, des yeux trop bleus et des lunettes trop claires apparentaient au Professeur Nimbus. (...) Sa connaissance de la presse était limitée à la pratique qu'il en avait à travers les salles de concert, les collections de disque et son cabinet de travail. Il était l'un des journalistes innombrables qui n'ont jamais collaboré à la confection d'un journal (...). Ce rédacteur de l'Action française n'avait jamais adhéré à l'Action française, et les amis qu'il comptait dans la maison, c'étaient ceux qui, comme lui, appartenaient au monde de la critique. (...) Nimbus fut saisi par la politique à l'âge où d'autres sont les proies du démon de midi. Nimbus, en vérité, découvrit un Rastignac de la seconde jeunesse, habile comme personne à se pousser vers les avenues du pouvoir. »

### Le militant de la Collaboration
Rebatet évoque Sordet au moment de l’offensive allemande de mai-juin 1940 : 

« Je devais déjeuner chez mon ami Dominique Sordet. Je me précipitai chez lui frémissant. Il m’attendait la mine soucieuse et réticente. – Eh bien, Sordet, c’est la grande bagarre. Je ne l’aurais jamais cru. Pourvu que l’on n’aille pas à un nouveau Charleroi ! Mais non, cela ne doit pas être possible ? – Hou ! Hou !, Sait-on jamais ? (…) Voyez-vous Rebatet, je ne voudrais pas vous démoraliser, mais les Allemands vont faire donner leur aviation à fond. (…) Quand on pense comment et pourquoi cette guerre a été déclarée ! Faire courir aussi follement de pareils dangers à un pays, c’est effrayant ! ». Et fin mai, Sordet est convaincu de la défaite : « Sordet, imperturbable, avec l’implacabilité des têtes claires, regardait déjà de ses yeux bleus par-dessus la catastrophe. – Eh bien, dit-il, les Allemands vont prendre en main la réorganisation économique et politique de l’Europe, ce que nous n’avons pas été fichus de faire. Ce sera peut-être beaucoup mieux ». »

Sordet se rallie au Régime de Vichy du maréchal Pétain et surtout à la collaboration avec l'Allemagne. Dans une « lettre informative » du 16 juillet 1940, il déplore que la France ne se fût pas donnée « un gouvernement dont le visage donnât à M. Hitler et M. Mussolini la plus haute idée de la France et la plus favorable ».
Charles Maurras rompt avec lui après avoir lu le numéro d’août 1940 publié par l’agence. Maurras lui écrit de Limoges le 15 août : 

« J’ignore absolument quand L’Action française sera à même de reprendre la publication de la chronique musicale dont vous étiez le titulaire, mais une chose est  bien certaine : l’auteur de ce numéro d’Inter-France ne remettra plus les pieds chez nous (…) Non content de courir au devant des vœux du vainqueur, (…) vous osez même accabler de sarcasmes prétentieux les Français qui refusent de rien imiter de votre bassesse ; ils ne comprennent pas , dites vous, ils ne connaissent pas… Et vous, qu'est-ce que vous comprenez ? Qu'est-ce que vous savez, misérable ? (…) Adieu donc, Monsieur, soyez heureux et, comme vous le dites, confiant sous l’étendard de votre collaboratrice et protectrice, l’Allemagne victorieuse. Vivez avec elle, dans un « accord » sans « réticence », enivrez vous de tous les élixirs de son « bon vouloir ». Nous nous honorons de nous tenir à l’écart, pour rester entre Français dignes de ce nom. Il est impossible de vous saluer, croyez-moi. »

 
Il est d'ailleurs chassé publiquement de L'Action française durant l'été 1940. Maurras l'évoque dans La Seule France (éd. Lardanchet, Lyon, 1941, p. 286) : « Les Français n'ont pas oublié comment, l'été dernier, un galopin de théâtre et de concerts, nommé Sordet, s'était permis de faire fi, publiquement, de ce qui reste de souveraineté nationale ». Il l'exécute dans un article intitulé « Sordidités » en 1943 : 

« Le désordre est dans la peau et sous le crâne de l'auteur de ces impostures déshonorantes et qui est aussi l'auteur d'autres calomnies (...) privées et confidentielles qu'il faisait circuler sous le manteau. (...) Je le nomme donc. C'est le chroniqueur musical de L'Action française que j'ai chassé en 1940 parce qu'il avait appelé l'armistice une fiction, (...) C'est M. Dominique Sordet. (...) Lorsque à Paris, il y a quelques années il vint m'annoncer que, sans aucune préparation ni compétence, il prenait la direction d'une agence de presse, je refusai de le recevoir. Il revint le lendemain, car il lui fallait l'aval au moins tacite de l'Action française (...). Un peu avant Munich, ses bailleurs de fonds l'ayant chargé de ramener l'un de nos meilleurs confrères au bercail de paix d'où les bellicistes l'avaient à demi délogé, il avoua n'y rien pouvoir et réclama mon intervention personnelle. J'allai en effet à Inter-France pour ce sauvetage. J'y trouvai l'éminent confrère en question. Un rapide échange de vues suffit à le remettre d'aplomb, devant les yeux écarquillés du plus impuissant et du plus incompétent des Sordet. »

Henry du Moulin de Labarthète, directeur du cabinet civil du maréchal Pétain, en brosse le portrait suivant : « Dominique Sordet, directeur de l'agence Inter-France, ancien officier je crois, et critique musical de valeur, mais bien le plus plat valet qu'il m'ait été donné de rencontrer. Ce garçon gras et flasque, au regard fuyant, à la dialectique insinuante, partageait avec le colonel Michel Alerme le triste privilège d'avoir ouvert à Vichy la première agence de presse allemande ».

Proche de Marcel Déat, qu'il a rencontré à Vichy à l'été 1940, de Philippe Henriot, de Pierre Laval et de l'équipe de Je suis partout, Dominique Sordet profite de l'Occupation pour développer son agence de presse, qui devient l'un des pôles du collaborationnisme parisien. Sordet est l'auteur de nombreux écrits collaborationnistes : éditoriaux et livres. Ainsi cet article d'Inter-France en 1943 : 

« La France politique que nous avons sous les yeux est, confusément ou consciemment, soit fasciste et collaborationniste, soit démocratique et pro-anglo-américaine. Dans un camp, les tenants de la démocratie, qui ont voulu en découdre avec les États fascistes, qui se refusent à croire perdue une guerre que les Anglais, les Américains et les soviets continuent pour eux. Dans l'autre, ceux qui ne veulent plus de la démocratie ni des alliances extérieures qui nous asservissent, ceux qui tiennent la défaite de 1940 pour définitive, et après tout salutaire, puisqu'elle nous débarrassera des hommes et des idéologies qui ont présidé à la déchéance de notre patrie, ceux qui estiment inévitable et nécessaire la collaboration franco-allemande. »

La presse de province publie des articles signés de son nom. Il préface et contribue à la publications de différents ouvrages de propagande liés à l'Agence Inter-France. Il donne enfin des conférences à Paris, en 1943, sur l'Espagne, présidée par Marcel Déat, en 1944 sur les « derniers jours de la démocratie ».
Des ténors de la collaboration louent ses qualités et lui rendent hommage, tels Lucien Rebatet ou Déat, qui le cite parfois. Des journaux de province louent de même ses renseignements et ses conseils.
Il se radicalise de plus en plus au fil de la guerre, adhère en novembre 1943 au Rassemblement national populaire (RNP) de Déat, fait figure en 1944 de jusqu’au-boutiste de la collaboration. Il accepte ainsi de figurer au comité des Amis de la Waffen-SS, présidé par Paul Marion et constitué en avril 1944, avec Alerme, Jacques Doriot, et les ministres Déat, Joseph Darnand et François Chasseigne. Sordet est l’un des auteurs avec Georges Albertini, en juillet 1944, au lendemain de l’assassinat de Philippe Henriot, d’une pétition qu’il fait circuler critiquant implicitement la faiblesse de Laval et réclamant le retour à Paris d’un gouvernement élargi « par l’entrée des éléments indiscutables » et des « sanctions sévères, allant jusqu’à la peine capitale, à l’égard de tous ceux dont l’action encourage la guerre civile ou compromettrait la position européenne de la France ». Le texte, la « déclaration commune sur la situation politique », est cosigné par presque tous les ténors de la collaboration, des ministres (Déat, Fernand de Brinon, Jean Bichelonne, Abel Bonnard), des chefs de partis collaborationnistes comme Jacques Doriot, des journalistes (Alphonse de Chateaubriant, Rebatet, Jean Luchaire, Jacques Roujon, Alerme, etc.), des généraux.
Lucien Rebatet écrit dans ses mémoires qu’il trouva dans la nuit du 17 août 1944, au siège du PPF, son ami Sordet « l’air absolument perdu » car « son fidèle chauffeur vient de disparaître avec ses valises et la voiture ». Sordet refusa de suivre Rebatet dans sa fuite vers l’Est.
Il échappe cependant à l'épuration et meurt en 1946 en banlieue parisienne, dans la clandestinité. Inter-France est alors fermée depuis la Libération et ses collaborateurs se sont dispersés ou ont été internés.

## Publications
- Douze chefs d'orchestre, Paris, Fischbacher, 1924
- avec Maurice Emmanuel, Reynaldo Hahn, Paul Landormy, Georges Chepfer, Hugues Panassié, Emile Vuillermoz et Maurice Yvain, L'initiation à la musique, à l'usage des amateurs de musique et de radio, Paris, Éditions du Tambourinaire, 1935 (Ouvrage réalisé à l'initiative et sous le patronage de la Compagnie française Thomson-Houston et de la Société des Établissements Ducretet)
- avec Xavier de Magallon, et Pierre Laval, Inter-France (« Trois anniversaires », par Xavier de Magallon, « Six ans de combat », par Dominique Sordet, « Message » de M. Pierre Laval, Paris, Imprimerie de Hardy, 1942.
- Le Ministère du 12 juillet ou l'Horoscope vérifié, Paris, Inter-France, Imprimerie Guillemot et de Lamothe, [1942].
- Août 1940. Naissance de l'anglophilie, Paris, Inter-France, Imprimerie de Guillemot et de Lamothe, [1943].
- Le Coup du 13 décembre, suivi de : « Il faut les chasser », par Marcel Déat, Paris, Inter-France, Imprimerie de Guillemot et de Lamothe, 1943.
- « Avant propos » à Léon Émery, La Troisième République, Paris, Éditions du centre d'études de l'agence inter-France, 1943.
- Philippe Henriot, Et s'ils débarquaient ?, préface d'Émile Vuillermoz, avec une lettre de Dominique Sordet, Paris, Éditions du Centre d'études de l'agence inter-France, 1944.
- Dominique Sordet, Les derniers jours de la Démocratie, Editions Inter-France, juin 1944